# Турава
Турава (пол. Turawa, нім. Turawa) — село в Польщі, у гміні Турава Опольського повіту Опольського воєводства.
Населення — 1148 осіб (2011).

## Демографія
Демографічна структура станом на 31 березня 2011 року:
|          | Загалом | Допрацездатний вік | Працездатний вік | Постпрацездатний вік |
| -------- | ------- | ------------------ | ---------------- | -------------------- |
| Чоловіки | 552     | 93                 | 388              | 71                   |
| Жінки    | 596     | 93                 | 368              | 135                  |
| Разом    | 1148    | 186                | 756              | 206                  |